# San Domino
San Domino is een van de vijf eilanden in de archipel van de Tremitische Eilanden die in het centrale deel van de Adriatische Zee ligt. De vijf eilanden vormen samen een gemeente en maken deel uit van de Apulische provincie Foggia.
San Domino is het grootste eiland van de Tremitische archipel. Het is het meest op toerisme ingestelde eiland. Als enige heeft het een klein zandstrand, een camping en twee discotheken. Het eiland is echter niet permanent bewoond. Zo druk als het er 's zomers kan zijn, zo verlaten is het in de winter. Tussen de eilanden San Domino en San Nicola bestaat een regelmatige bootverbinding.
In tegenstelling met de andere eilanden is San Domino zeer groen. Er groeien veel sinaasappel- en pijnbomen, Indische vijgen en mirte. Het zandstrand van San Domino ligt niet ver van de haven. De westkust is een stuk ruiger dan de oostkust en kent steil overhangende rotsen en vele grotten.

## Strafkolonie voor homoseksuelen
In 1939 werd het eiland door Benito Mussolini ingericht als strafkolonie voor homoseksuelen. In 1930 verkondigde Mussolini al: "Ik ken alleen maar echte mannen. In dit trotse en gelukkige Italië bestaat deze abnormaliteit niet". Homoseksualiteit bestond officieel niet in zijn fascistische heilstaat. Vanaf 1935 raakte Il Duce echter geobsedeerd door de gedachte dat zijn 'nieuwe Italië' op zowel moreel als demografisch vlak in een neerwaartse spiraal terecht was gekomen. Ondanks geboortesubsidies en huwelijksleningen bleef bevolkingsgroei uit. Omdat andere strategieën, zoals huisarrest, een verbod op het bezoeken van openbare gelegenheden etc. niet werkten, werd naar meer rigoureuze oplossing gezocht: verbanning. Uiteindelijk kozen de autoriteiten voor het nagenoeg onbewoonde en twee vierkante kilometer grote San Domino. De meesten mannen waren afkomstig uit de Siciliaanse haven- en garnizoensstad Catania. Ver weggestopt van de samenleving moesten de mannen zichzelf onder zware bewaking zien te redden in de daarvoor geplaatste eenvoudige barakken. Er was voor de ballingen totaal geen privacy, noch elektriciteit en stromend water. Al na één jaar werd de gevangenschap opgeheven, aangezien Italië zich in de Tweede Wereldoorlog had gestort. De barakken waren nodig voor krijgsgevangenen. De zestig mannen vertrokken huiswaarts en stonden twee jaar lang onder huisarrest. Het verhaal verdween in de doofpot. Op initiatief van de Italiaanse LHBTI-organisatie Arcigay kreeg San Domino in 2013 een kleine herdenkingsplaquette met bel, die mede werd onthuld door Ivan Scalfarotto, de eerste homoseksueel in het Italiaanse parlement die openlijk voor zijn geaardheid uitkwam.